# Schneckenstein (Tannenbergsthal)
Schneckenstein ist ein Ortsteil des Ortes Tannenbergsthal in der vogtländischen Gemeinde Muldenhammer in Sachsen.
Der Ort befindet sich etwa 500 Meter westlich des Schneckensteinfelsens in etwa 860 Metern Höhe.

## Geschichte
Die Siedlung wurde zwischen 1948/49 und 1953 durch die SAG Wismut errichtet und bestand im Norden aus vier Wiener Häusern als Massenunterkünfte, in der Ortsmitte aus zwei- und dreistöckigen Mehrfamilienhäusern in typischer Einheitsbauweise, und im Süden aus Einfamilienhäusern (Berliner Häuser). 1968 wurde die Siedlung als Ortsteil nach Tannenbergsthal eingemeindet. Nach dem Ende des Uranbergbaus am Schneckenstein wurden die Gebäude im Norden als Schullandheim sowie für die vormilitärische Ausbildung der GST genutzt. Heute stehen diese Gebäude zum Teil leer. Zu DDR-Zeiten bestand in Schneckenstein ein Ferienheim des VEB Industriewerke Karl-Marx-Stadt.
Südwestlich der Siedlung befand sich auf dem Gelände der Schachtanlage 241 (Schneckensteinschacht) von 1958 bis 1991 das Wintersportzentrum der DHfK Leipzig. Dieses nutzte auch die dafür konturierten Halden als Abfahrtshänge. Die von der DHfK weitergenutzten Gebäude der Schachtanlage wurden bis auf die ehem. Mensa, unterhalb der Halden, nach der Jahrtausendwende abgerissen. Letztere dient bis heute der Schützengesellschaft Auerbach als Vereinsheim.
Touristenattraktionen sind das Besucherbergwerk Grube Tannenberg, das Vogtländisch-Böhmische Mineralienzentrum sowie der Schneckensteinfelsen.

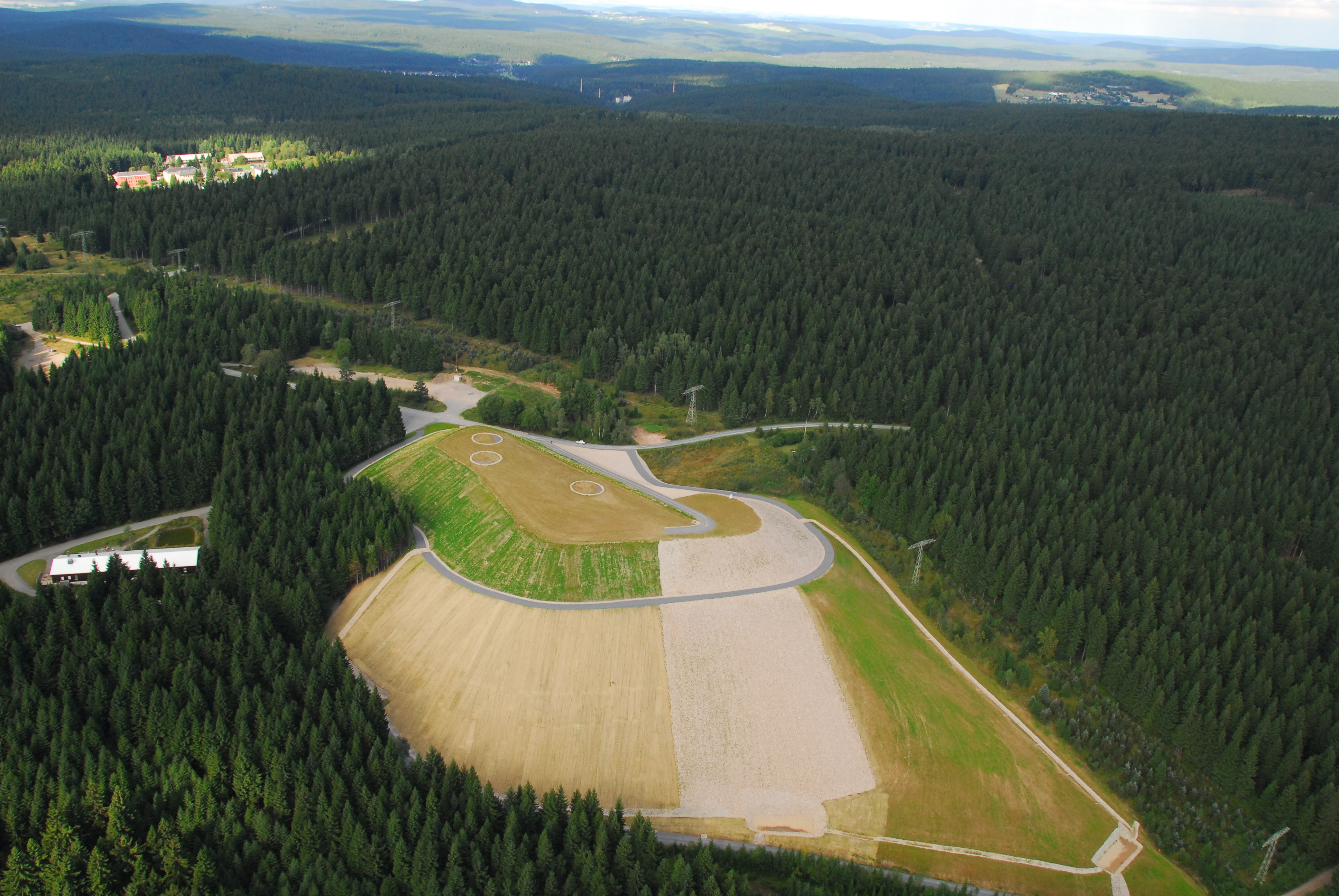
Schneckensteinplateau mit Siedlung
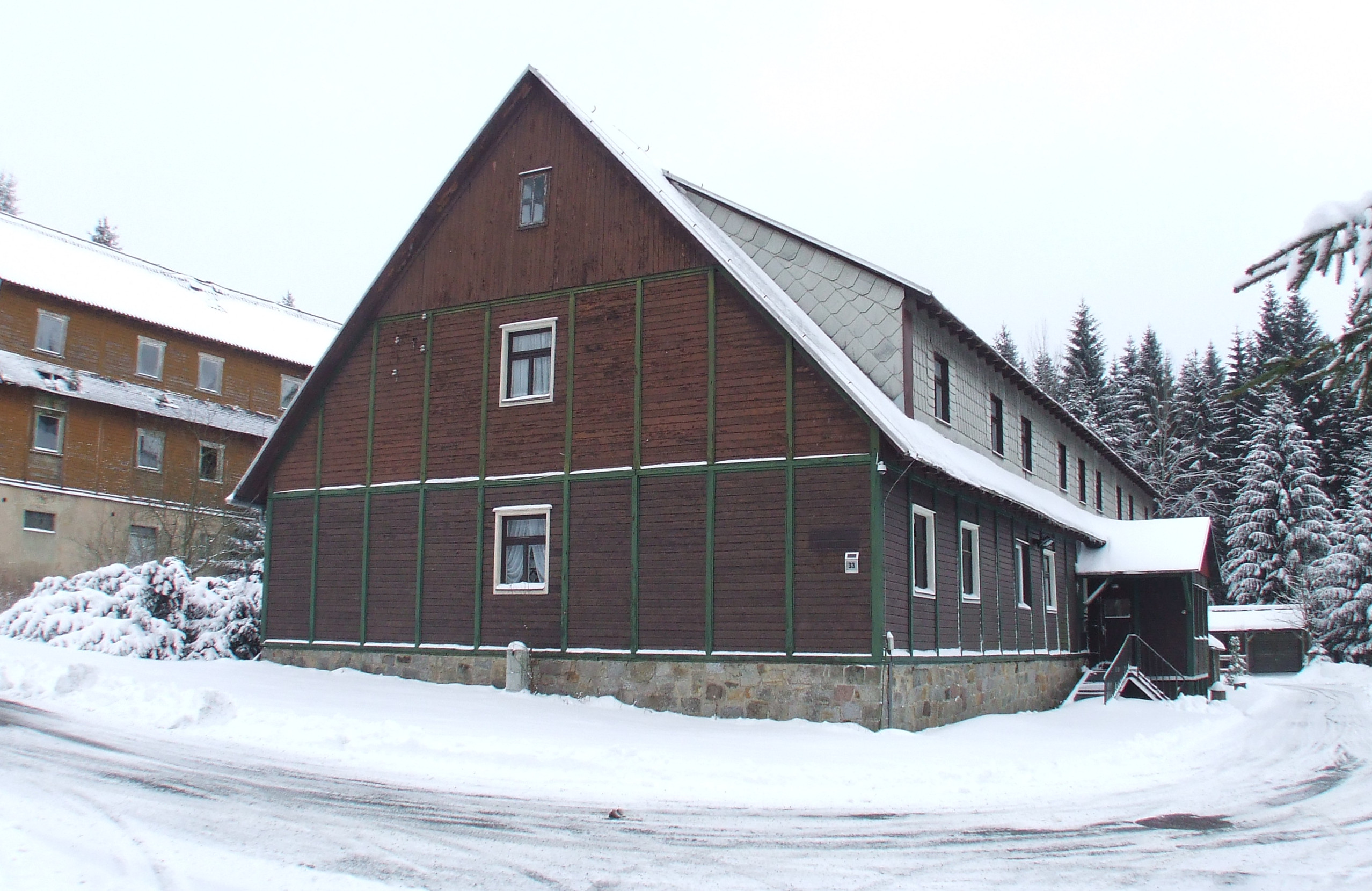
„Wiener Haus“ im Norden
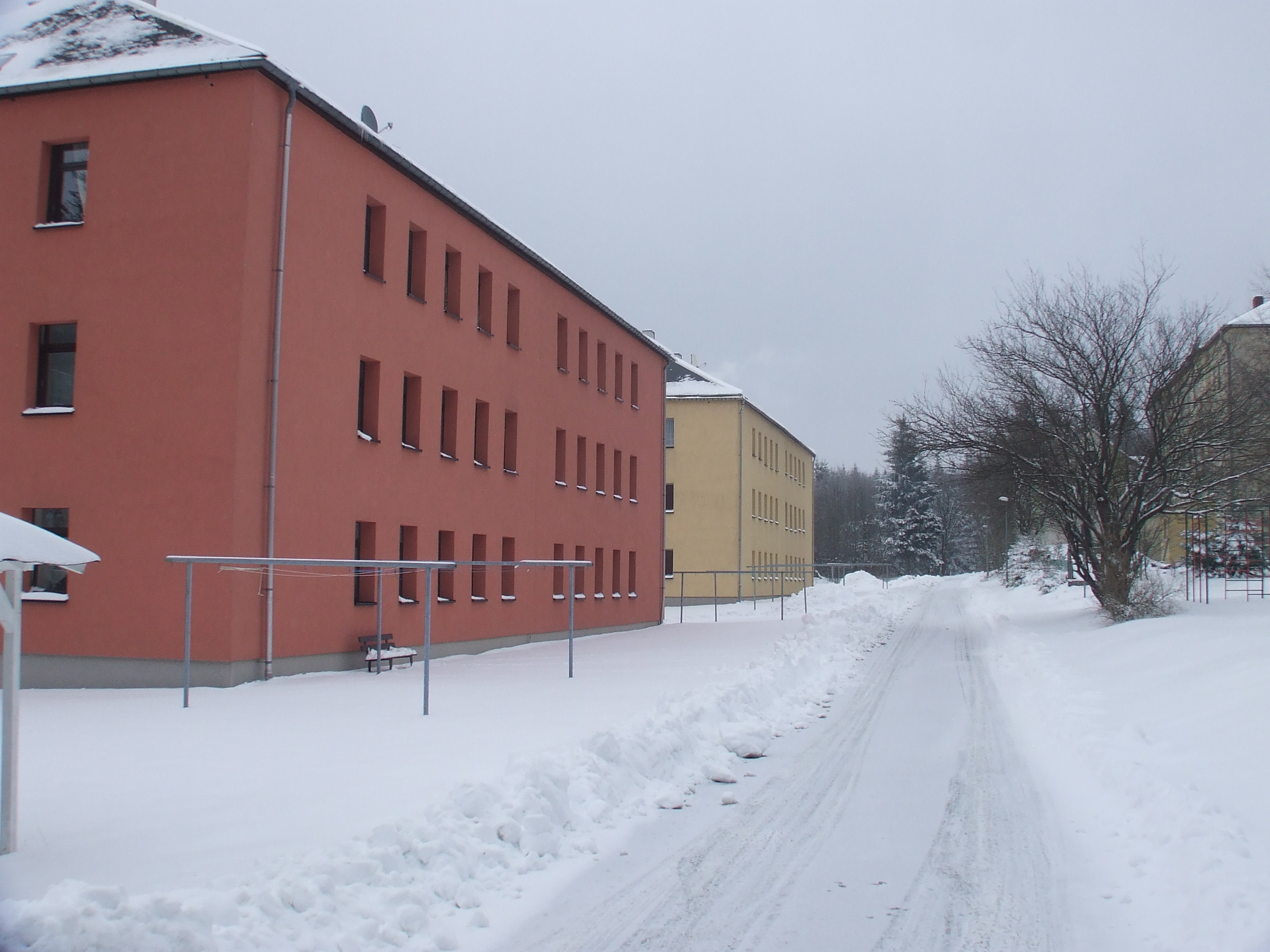
„Wohnblöcke“ in der Ortsmitte
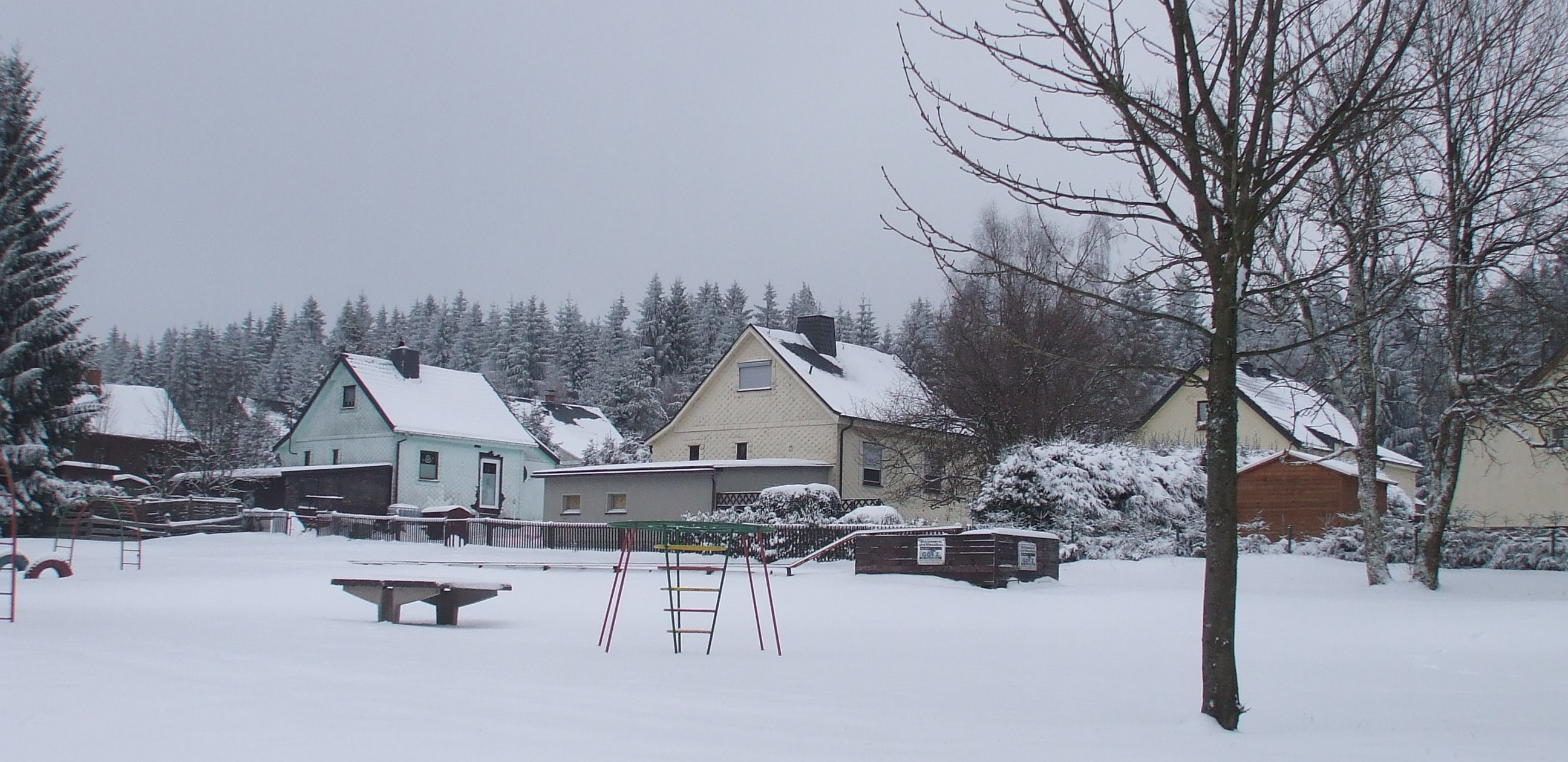
„Berliner Häuser“ im Süden
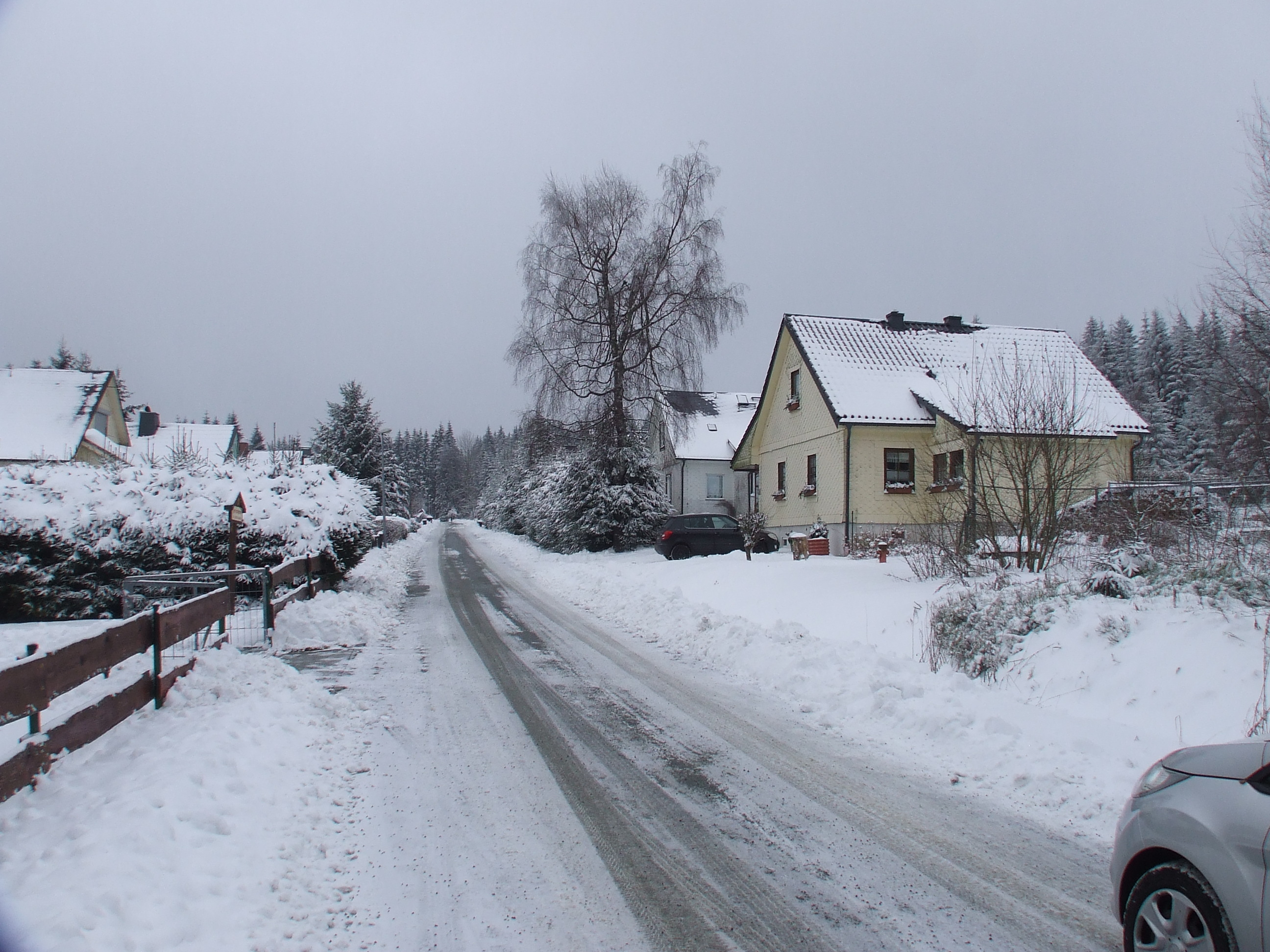
Holzhäuserstraße im Süden

## Öffentlicher Nahverkehr
Schneckenstein ist Startpunkt der zweistündlichen TaktBus-Linie 23 des Verkehrsverbunds Vogtland nach Tannenbergsthal und Falkenstein. Der Ort wird dabei nur bei vorheriger Anmeldung bedient. In Jägersgrün kann zur PlusBus-Linie 20 nach Klingenthal und in Hammerbrücke zur TaktBus-Linie 22 nach Schöneck umgestiegen werden.